# 関氏盛
関 氏盛（せき うじもり）は、江戸時代前期の旗本寄合。伯耆国黒坂藩の嫡子だった人物。
関盛吉（関盛信3男）の長男。母は森本氏。正室は本多正純の養女。子に関長盛、娘（大河内重綱室）、娘（横田由松室）がいる。
伯父で黒坂藩主の関一政の養子となった。通称は兵助。号は自閑。官位は従五位下、安芸守、兵部少輔。

## 略歴
養父の一政は、家中騒動のため元和4年（1618年）に改易されたが、嫡子だった氏盛には近江国蒲生郡で5,000石が与えられ、寄合に列する。
寛永17年（1640年）に久能山東照宮の造営奉行を務め、その後正保2年（1645年）に輪王寺三仏堂・新宮拝殿の造営、万治元年（1658年）に天樹院の館の普請、安宅丸の修補奉行などに携わる。
寛文8年（1668年）に致仕して家督を子の長盛に譲る。延宝2年（1674年）、死去。法名は紹由、墓所は東京都台東区下谷の広徳寺。

## 系譜
- 父：関盛吉
- 母：森本氏
- 室：本多正純の養女
- 生母不明の子女
  - 男子：関長盛
  - 女子：大河内重綱正室
  - 女子：横田由松室

氏盛の娘は大河内重綱の正室となって大河内信久を産んでいる。